# 就业、利息和货币通论
《就业、利息和货币通论》（英語：The General Theory of Employment, Interest, and Money）是英国的经济学者凯恩斯於1936年出版的重要著作，简称《通论》。
该书的出版在经济学上来说是开创性的，也是随后宏观经济学得以发展的主要思想源泉。凯恩斯的思想后来形成了资本主义改良性质的主要思想体系，即凯恩斯主义，及其流派，凯恩斯学派。其追随者也随后被称为是凯恩斯主义者。

## 中文版本
- [英]约翰·梅纳德·凯恩斯著，高鸿业重译《就业、利息和货币通论》（汉译世界学术名著丛书）商务印书馆，1999。